# Tetahio Auraa
Tetahio Auraa (9 luglio 1973) è un ex calciatore francese nato a Tahiti, di ruolo centrocampista.

## Carriera

### Club
Ha sempre giocato nel campionato di casa.

### Nazionale
Ha collezionato 26 presenze con la maglia della propria nazionale.